# Walter Schellenberg
Walter Friedrich Schellenberg (ur. 16 stycznia 1910 w Saarbrücken w Cesarstwie Niemieckim, zm. 31 marca 1952 w Turynie we Włoszech) – SS-Brigadeführer, wyższy funkcjonariusz SS, szef wywiadu Sicherheitsdienst (SD).

## Życiorys
Schellenberg urodził się w Niemczech 16 stycznia 1910 roku w Saarbrücken. Po I wojnie światowej, kiedy Francuzi zajęli kraj Saary, przeniósł się wraz z rodziną do Luksemburga. Od 1929 roku do 1933 roku studiował prawo na uniwersytecie w Bonn.
Karierę w wywiadzie rozpoczął po wstąpieniu do nazistowskiej partii NSDAP, następnie do SS w 1933 roku. Tam zainteresował się nim Reinhard Heydrich, który w 1935 roku ściągnął go do kwatery głównej SD w Berlinie, gdzie Schellenberg pracował w kontrwywiadzie SS.
Po utworzeniu w 1939 roku Głównego Urzędu Bezpieczeństwa Rzeszy (RSHA) został mianowany szefem kontrwywiadu "Amt IVE" w IV departamencie Gestapo. Osobiście kierował operacją uprowadzenia z holenderskiego miasteczka nad granicą z Niemcami, Venlo (tzw. incydent w Venlo), dwóch wysokich rangą oficerów Secret Intelligence Service (wywiadu brytyjskiego MI6). Za wykonanie udanej akcji został odznaczony przez Adolfa Hitlera Krzyżem Żelaznym.
W 1940 roku Walter Schellenberg został wysłany do Portugalii, aby osobiście poprowadzić operację o kryptonimie "Willi". Celem operacji było uprowadzenie z Portugalii księcia Windsoru (b. króla), Edwarda VIII. Edward VIII był sympatykiem nazizmu i Hitler planował, że po kapitulacji lub pokonaniu Wielkiej Brytanii Edward wróci na brytyjski tron i powoła proniemiecki rząd. Agenci brytyjskiego wywiadu jednak nie dali się oszukać i podali Schellenbergowi środek, który spowodował u niego poważną chorobę nerek i uniemożliwił dokonanie porwania.
21 czerwca 1941 roku, Walter Schellenberg objął szefostwo wywiadu zagranicznego, czyli VI departamentu Głównego Urzędu Bezpieczeństwa Rzeszy RSHA. Dużym osiągnięciem Schellenberga było wytropienie działalności radzieckiej siatki szpiegowskiej Czerwonej Orkiestry (Rote Kapelle). Po zlikwidowaniu wywiadu wojskowego, Abwehry i przyłączeniu jej obowiązków do SD jako Amt Mil, Schellenberg w końcu lipca 1944 roku stanął na jego czele kierując tym samym całym wywiadem SS.
Według jego własnych wspomnień, Schellenberg w roku 1942 zorientował się, że Niemcy nie wygrają wojny i usiłował nakłonić szefa SS – Heinricha Himmlera do rokowań pokojowych z aliantami zachodnimi – rokowań prowadzonych za pośrednictwem przedstawicieli Czerwonego Krzyża (szwedzki hrabia Folke Bernadotte) i bez wiedzy ZSRR. Schellenbergowi udało się nakłonić Himmlera do podjęcia rokowań w tajemnicy przed Hitlerem przed samym zakończeniem wojny. Jednak alianci zachodni odrzucili ofertę zawarcia separatystycznego pokoju na Zachodzie, a Hitler 28 kwietnia 1945 (na dwa dni przed samobójczą śmiercią) roku dowiedział się o sprawie z zachodnich mediów i zdegradował Himmlera, na jego miejsce mianując Karla Hanke.
Trybunał norymberski uznał Schellenberga za winnego przynależności do SS i służby bezpieczeństwa SD. Obie te organizacje zostały uznane za zbrodnicze. W 1949 roku został skazany na 6 lat więzienia, wyszedł na wolność w czerwcu 1951 roku. Zmarł w Turynie (Włochy) w marcu 1952 roku.

## Awanse
- SS-Mann – 10 stycznia 1934
- SS-Sturmmann – 17 października 1934
- SS-Rottenführer – 15 stycznia 1935
- SS-Unterscharführer – 15 maja 1935
- SS-Scharführer – 9 listopada 1935
- SS-Oberscharführer – 13 września 1936
- SS-Untersturmführer – 20 kwietnia 1937
- SS-Obersturmführer – 30 stycznia 1938
- SS-Hauptsturmführer – 1 sierpnia 1938
- SS-Sturmbannführer – 30 stycznia 1939
- SS-Obersturmbannführer – 1 września 1941
- SS-Standartenführer – 21 czerwca 1942
- SS-Oberführer – 21 czerwca 1943
- SS-Brigadeführer – 21 czerwca 1944

## Odznaczenia
- Krzyż Żelazny I i II klasy (obie klasy odznaczenia przyznane 12 listopada 1939 za akcję w Venlo)
- Krzyż Zasługi Wojennej z Mieczami I klasy
- Krzyż Zasługi Wojennej z Mieczami II klasy
- Medal Pamiątkowy 13 marca 1938
- Medal Pamiątkowy 1 października 1938 z okuciem Zamek Praga
- Medal za Długoletnią Służbę w SS (za 4 i 8 lat)
- Pierścień Honorowy SS
- Odznaka Cywilna SS
- Szpada Honorowa Reichsführera SS

## Kultura masowa
Postać Schellenberga ukazana jest w radzieckim serialu telewizyjnym Siedemnaście mgnień wiosny, skupiającym się na próbach zawarcia przez III Rzeszę w tajemnicy przed Hitlerem i ZSRR osobnego pokoju z aliantami zachodnimi po to, by ze zwiększoną siłą odeprzeć atak radziecki i uniknąć sowietyzacji Europy. Rokowania takie podjął Himmler za usilną namową Schellenberga, którego rolę gra w serialu Oleg Tabakow. Po premierze serialu aktor otrzymał gratulacje od siostrzenicy Schellenberga ponieważ był on łudząco podobny do szefa wywiadu SD.

## Publikacje
Po wojnie wydano wspomnienia Waltera Schellenberga publikowane pod tytułem "Wspomnienia" i "Wspomnienia arcyszpiega Hitlera".

## Literatura
- Walter Schellenberg: Wspomnienia. Wrocław : Krajowa Agencja Wydawnicza, 1987. Przekład: Tadeusz Rybowski.